# کرگدن پشمالو
کرگدن پشمالو (نام علمی: Coelodonta antiquitatis) گونه‌ای منقرض‌شده از خانواده کرگدن است که در اواخر پلیوسن پدید آمد و تا پایان آخرین عصر یخبندان در گستره وسیعی از اروپا و شمال آسیا می‌زیست. کرگدن پشمالو از جمله گونه‌های شناخته شده بزرگ‌زیاگان پلیستوسن است.
کرگدن پشمالو دارای پوششی از موهای ضخیم و بلند بر روی بدن خود بود که امکان بقا آن در استپهای بسیار سرد عصر یخبندان را فراهم می‌کردند. این گونه کرگدن خوراک مورد نیاز خود را بیشتر از گیاهان علفی که در استپ‌ها می‌روییدند تأمین می‌کرد.
تا کنون چندین لاشه کرگدن پشمالو به صورت مومیایی در میان زمین‌های یخ‌زده سیبری یافت شده و تعداد انبوهی استخوان از این گونه کشف شده‌است. غارنگارههایی از این جانور هم در برخی غارهای اروپا و آسیا کشف شده‌است.

## توصیف

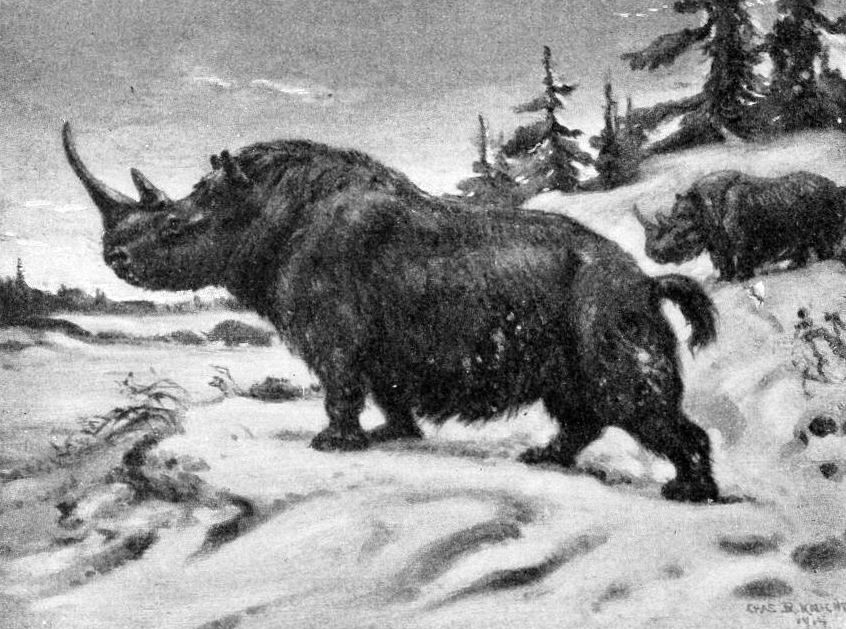
بازسازی هنری از پیکر کرگدن پشمالو، چارلز نایت

کرگدن پشمالو بالغ معمولاً بین ۳ تا ۳٫۸ متر طول، حدود ۲ متر ارتفاع تا شانه و حدود ۱۸۰۰ تا ۲۷۰۰ کیلوگرم وزن داشته است؛ یعنی تقریباً به بزرگی کرگدن سفید امروزی. بچه این گونه کرگدن در ۱ ماهگی حدود ۱۲۰ سانتی‌متر طول و ۷۲ سانتی‌متر ارتفاع تا شانه داشته است. کرگدن پشمالو دارای دو شاخ از جنس کراتین بود که شاخ بزرگ‌تر در جلو و روی بینی و شاخ کوچک‌تر در عقب و میان دو چشم قرار داشت. کرگدن پشمالو در مقایسه با دیگر گونه‌های کرگدن سر و تنه بلندتر و پاهایی کوتاه‌تر داشته است. این گونه به منظور حفاظت از خود در برابر سرما دارای لایه ضخیمی از چربی بوده‌است.
نمونه‌های مومیایی نشان می‌دهند که کرگدن پشمالو دارای موهایی مایل به قهوه‌ای بوده و طول دم آن حدود ۴۵ تا ۵۰ سانتی‌متر بوده‌است. ماده کرگدن‌ها دارای دو نوک پستان بوده‌اند.
کرگدن پشمالو دارای چندین ویژگی بود که به حفظ گرمای بدن آن کمک می‌کرد. گوش‌های این گونه بیش از ۲۴ سانتی‌متر بلندی نداشت، در حالی که گوش‌های کرگدن‌های مناطق گرمسیری حدود ۳۰ سانتی‌متر بلندی دارند. دم کرگدن پشمالو در مقایسه با اندازه بدن آن نسبتاً کوتاه‌تر بود. همچنین این جانور دارای پوستی به ضخامت ۵ تا ۱۵ میلی‌متر بوده‌است.

### جمجمه

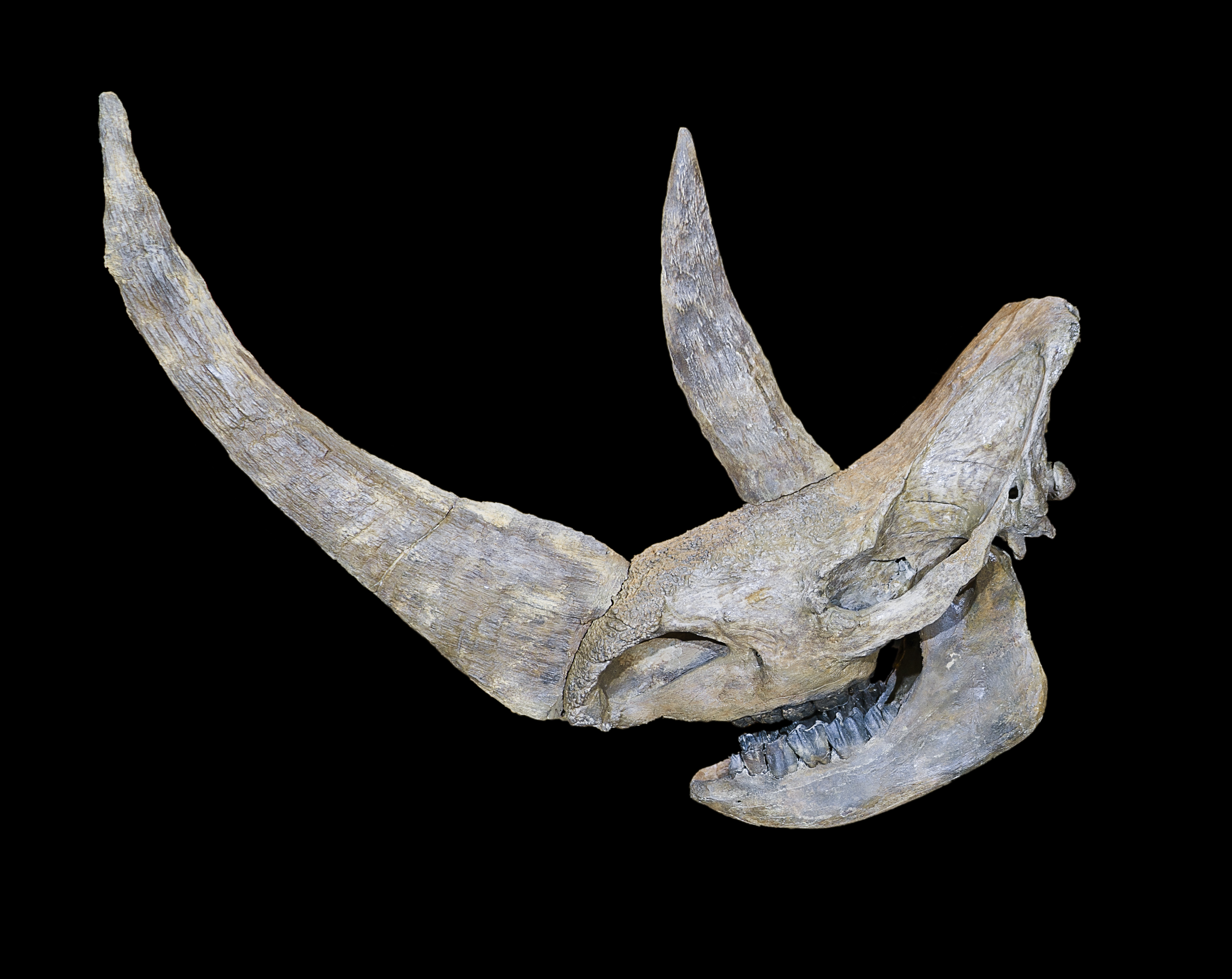
جمجمه کرگدن پشمالو

طول جمجمه این گونه کرگدن بین ۷۰ تا ۹۰ سانتی‌متر بود که طولی بیشتر از دیگر گونه‌های کرگدن است. سر جانور موقعیتی رو به پایین شبیه به کرگدن سفید داشت. ماهیچه‌های نیرومندی استخوان پس‌سری و گردن جانور را احاطه کرده بودند و به نگه داشتن سر کمک می‌کردند. طبق اندازه‌گیری‌ها فک پایین کرگدن پشمالو حدود ۶۰ سانتی‌متر طول و ۱۰ سانتی‌متر بلندی داشته است.
دندان‌های این گونه مینای دندان ضخیم و حفره‌های باز داشتند. مانند سایر کرگدن‌ها بزرگ‌سالان فاقد دندان پیش بودند. در هر فک کرگدن پشمالو ۳ دندان آسیای کوچک و ۳ دندان آسیای بزرگ قرار داشت. دندان‌های آسیای بزرگ دارای تاج دندان بلند و روکشی ضخیمی از سمنتوم بودند.

### شاخ
هر دو جنس نر و ماده دارای دو شاخ بودند. شاخ جلویی حدود ۱ تا ۱٫۴ متر طول داشت و وزن آن به حدود ۱۵ کیلوگرم می‌رسید. شاخ جلویی بسیار بیشتر از شاخ جلویی کرگدن‌های امروزی رو به جلو بود. شاخ عقبی از شاخ جلویی کوتاه‌تر بود.